# Giuseppe Palazzotto Tagliavia
Giuseppe Palazzotto Tagliavia   (Castelvetrano, 1583 (Julià) - 1653) va ser un compositor i religiós italià.
Va ser un compositor molt prolífic que anava des de la música sacra fins a la laica. Va viatjar al Regne de Nàpols i Sicília, allotjant-se durant llargs períodes a Palerm, Messina i Nàpols.

## Composicions
- Primer llibre de motets a una, dues i tres veus, amb una a quatre variades al final, Palerm. 1616
- Cinc veus madrigals: primer llibre, Nàpols, 1617
- Madrigals a cinc veus: segon llibre, Nàpols. 1620
- Cançons per tocar a quatre veus
- Concerts musicals a dues, tres i quatre veus
- Cançons musicals sagrades a dues, tres, quatre i cinc veus, Messina, 1631
- Madrigals concertats a tres veus: tercer llibre, obra 9
- Misses breus concertades a vuit veus: desena obra.